# ژول لب
ژول لب (انگلیسی: Juul Lab) شرکت الکترونیک آمریکایی است، که در سال ۲۰۱۵ تأسیس شد.